# Suqian
Suqian léase Su-Chián (en chino, 宿迁市, pinyin: Sùqiānshì) es una ciudad-prefectura en la provincia de Jiangsu, República Popular China. Limita al norte con Xuzhou, al noreste con Lianyungang, al sur con Huai'an y al oeste con la provincia de Anhui.  Su área total es de 8555 km² y su población es de 5,15 millones.

## Administración
La ciudad prefectura de Suqián se divide en 2 distritos y 3 condados.
- Distrito Sucheng (宿城区)
- Distrito Suyu (宿豫区)
- Condado Shuyang (沭阳县)
- Condado Siyang (泗阳县)
- Condado Sihong(泗洪县)

Estos se dividen en 115 municipios, incluyendo 111 pueblos y 4 subdistrictos.

## Historia
Suqian tiene una larga historia. Arqueólogos descubrieron que hace 50 000 años la región ya era habitada, y la ciudad de Suqián se comenzó a construir hace casi 2300 años. Uno de los emperadores de la dinastía Tang cambió su nombre de Condado Suyu a Condado de Suqián en el año 405.

## Clima
En general el terreno de la ciudad se inclina hacia abajo desde el noroeste al sureste. Salvo en pequeñas partes en zonas montañosas, la mayoría de su territorio está ocupada por llanuras.
La ciudad tiene un clima templado-cálido . Tiene cuatro estaciones y lluvia nivel normal, con una temperatura promedio de 14 °C. En general, la temperatura durante el año puede oscilar entre -8 °C a 36 °C.
vea el pronóstico (enlace roto disponible en Internet Archive; véase el historial, la primera versión y la última).
- Datos: Q57787
- Multimedia: Suqian / Q57787

- pag de la ciudad
- para más visita

1. ↑  «郵遞區號查詢 - 郵編庫» [Consulta de código postal]. tw.youbianku.com (en chino). 2005. Consultado el 25 de enero de 2018.